# Transfer (Film)
Transfer ist ein deutscher Science-Fiction-Film von Damir Lukačević nach einer Erzählung von Elia Barceló.

## Handlung
Deutschland in der nahen Zukunft: Hermann Goldbeck und seine Frau Anna haben ein langes, glückliches Leben miteinander verbracht. Im hohen Alter erkrankt Anna an Krebs und hat nur noch wenige Monate zu leben. Ihr Mann überredet sie zu einer radikal neuen Maßnahme gegen das Altern.
Bei der Gentechnikfirma „Menzana“ können wohlhabende Menschen ihre Persönlichkeit in einen neuen, jungen Körper transferieren lassen und dort in einem zweiten Leben auf das bereits Erreichte aufbauen.
Hermann und Anna kaufen die perfekten Körper eines jungen Afrikaners und einer bildhübschen Afrikanerin.
Es handelt sich dabei aber nicht um leere Hüllen, in die man sorglos schlüpfen kann, sondern um echte Menschen, die ihr eigenes Bewusstsein mit Drogen unterdrücken und dem neuen Geist damit Platz machen. Hermann und Anna verfügen nun zwanzig Stunden täglich über ihre neuen Körper. Die beiden Afrikaner erhalten dagegen jede Nacht nur für vier Stunden ihr eigenes Bewusstsein zurück.
Apolain aus Mali und Sarah aus Äthiopien wissen, worauf sie sich eingelassen haben. Ihre Familien haben die Grenze der absoluten Not überschritten. Um ihnen ein Überleben in Afrika zu sichern, haben sie sich entschieden, das Wenige zu verkaufen, das sie besitzen. Das Einzige, das auf dem europäischen Markt von Wert ist, ist ihr Körper, der so jung, so attraktiv und gesund ist, dass ihn einer der vielen Millionäre aus der westlichen Welt besitzen will.
Nach dem erfolgreichen Persönlichkeitstransfer bricht für alle vier ein neues Leben an. Während Hermann zunächst seine neu erworbene Jugend genießt, nähert sich Anna zögerlich ihrer neuen schwarzen Identität an.
In ihrer nächtlichen Einsamkeit finden Sarah und Apolain zueinander und verlieben sich. Als Anna/Sarah unverhofft schwanger wird, spitzen sich die Konflikte zu.
Aus Liebe zu Sarah will Apolain ihrem Leben in der Gefangenschaft entfliehen. Er manipuliert die Wirkstoffkapseln, die dafür sorgen, dass der tägliche Persönlichkeitswechsel funktioniert. Apolain versucht das Leben von Hermann zu übernehmen und die Persönlichkeiten der beiden Weißen zu töten.
Dieser Versuch wird vom Menzana-Überwachungssystem entdeckt. Sarah und Apolain werden gefangen genommen und nach einer Gehirnwäsche dem „Transfer“-Programm wieder zugeführt.
Anna und Hermann entschließen sich aus ethischen Gründen wieder in ihre alten Körper, die eingefroren in zwei Kryostasetanks lagern, zurückzukehren. Bei dem Rücktransfer stirbt Hermann, der zuvor angekündigt hat, „Menzana“ mit allen Mitteln zu bekämpfen. Anna, die nur noch wenige Zeit zu leben hat, bleibt am Ende alleine zurück.

## Unterschiede zur Vorlage
Die Geschichte findet in Spanien statt, und die Weißen sind dementsprechend Spanier. Die Körper der beiden Alten werden nach der Persönlichkeitsübertragung verbrannt. Eine „Rückkehr“ ist daher unmöglich. Der Konflikt der Weißen und ihrer „Wirte“ ist weniger dramatisch und besteht vor allem darin, dass der alte Mann eine Abtreibung verlangt, was aber von den drei anderen Persönlichkeiten abgelehnt wird. Das Kind kommt schließlich zur Welt. Am Ende der Geschichte gibt es bereits 3.386 Persönlichkeitstransfers und 514 derartig gezeugte Kinder, und die Welt beginnt damit, sich diesbezüglich mit rechtlichen, ethischen und religiösen Fragen auseinanderzusetzen.
Weder in der Kurzgeschichte noch in der Verfilmung gibt es eine letztgültige Aussage darüber, ob tatsächlich eine Übertragung der Persönlichkeit stattfindet oder ob nicht die den Wirtskörpern aufgepfropfte Persönlichkeit nur eine Kopie ist und die Originalkörper ohne Rückübertragung wie bisher weiterleben könnten. Im zweiten Fall wäre die Vernichtung der Originalkörper je nach Auslegung als Suizid bzw. Beihilfe zum Suizid oder Totschlag anzusehen, was ethisch und moralisch ganz neue Probleme aufwerfen würde. In der Verfilmung wird diese Frage teilweise behandelt, in der Kurzgeschichte dagegen nicht.

## Hintergrund
Um schwarze Schauspieler zu finden, die der anspruchsvollen Doppelrolle des Filmes gewachsen waren, wurde zunächst in Deutschland gesucht, dann das Casting auf Frankreich, Südafrika und England ausgeweitet. Schließlich fand man die geeigneten Darsteller in den USA. B. J. Britt und Regine Nehy spielten ihre Rollen auf Englisch und wurden von Markus Pfeiffer und Nadeshda Brennicke synchronisiert.
Die Identifikation von vier Seelen in zwei Körpern waren eine große künstlerische Herausforderung für die jungen Schauspieler, die sowohl junge Afrikaner, als auch alte Weiße im Körper von jungen Afrikanern spielen müssen. Im Vorfeld der Dreharbeiten hat Regisseur Damir Lukačević mit den beiden amerikanischen Darstellern und den deutschen Darstellern, die das weiße Ehepaar spielen, Ingrid Andree und Hans-Michael Rehberg, einen Workshop veranstaltet, in dem das Drehbuch gemeinsam gelesen wurde und sich die Schauspieler durch Improvisationen die Figuren angeeignet haben.
Auch die Bereiche Bildgestaltung, Kostüm, Ausstattung, Sound Design und Komposition spielten eine große Rolle, um die Orientierung für die Zuschauer zu gewährleisten, welchen der Figuren sie gerade zusehen.
Eine besondere Herausforderung stellte die Arbeit für Mehmet Kurtuluş dar, der sowohl den alten Erfinder Dr. Menzel, als auch seinen autistischen Sohn Laurin mit stark blondierten Haaren und blauen Kontaktlinsen spielte.
Nach heutigem Kenntnisstand sind Persönlichkeitsübertragungen analog zum Beamen aus grundsätzlichen quantenmechanischen Gesetzmäßigkeiten heraus nicht möglich, da die Messung eines Informationszustandes diesen zerstören würde, was wiederum Auswirkungen auf die anderen zu messenden Zustände hätte. Auch ein anzunehmender technischer Fortschritt könnte dieses Problem nicht lösen.

## Kritiken
„TRANSFER ist ein mustergültiges Beispiel dafür, wie man dem strapazierten Genre des Science-Fiction-Films mit Intelligenz und Stilwillen eine neue Dimension erschließen kann. Dazu gehören beiläufig ironische Zwischentöne ebenso wie diskrete Zitate aus den Klassikern des Genres: Zum Beispiel der androgyne Zerberus des genialen Erfinders im Hintergrund. Er wird von Mehmet Kurtuluş gespielt. Überhaupt die Schauspieler in ‚Transfer‘: Hans-Michael Rehberg, Ingrid Andree, Jeanette Hain und die amerikanischen Newcomer BJ Britt und Regine Nehy machen den Film sehenswert.“

„Um die gruselig-schöne, neue Welt der Science-Fiction zu erschaffen, braucht der Regisseur Damir Lukačević keine aufwendigen Spezialeffekte, sondern nur kaltes Licht in antiseptischen Räumen, und die hyperreal künstlichen Bilder der Red-One-Digitalkamera. So regt er im Spannungsfeld von Schwarz und Weiß, von Arm und Reich, von Dritter und Erster Welt ein durchaus explosives Gedankenspiel an, über koloniale Ausbeutung und Menschenhandel, über Jugendwahn und Konsumrausch, über Identitätsverlust und die Überwindung des Todes.“

„Viele Ebenen hat Lukačević seinem Film gegeben, und er spielt nicht nur virtuos damit, er bringt sie auch alle sauber zu Ende. Sogar eine Schwangerschaft kommt noch ins Spiel, die die vier ausdifferenzierten Charaktere in den beiden Körpern seltsame Koalitionen eingehen lässt. Den Afroamerikanern B. J. Britt und Regine Nehy gelingt es hervorragend, die reifen Weißen zu imitieren, und so funktioniert die Illusion – auch wenn Ingrid Andree und Hans-Michael Rehberg mitunter auf schmalem Grat wandeln, wenn sie ihre Dialoge in gewichtig akzentuiertem Ton aufsagen wie im Fernsehen.“

„In seiner ethischen Relevanz und sozialkritischen Vielschichtigkeit verknüpft die Adaption einer Erzählung Elia Barcelós Elemente von Charakterdrama, Romanze und moralischer Allegorie zu einem stillen Horror-Poem. Die aufwühlende Science-Fiction-Fantasie braucht keine visuellen Spielereien und grellen Effekte für ihre menschliche und moralische Parabel. Die minimalistische Inszenierung verstärkt die Authentizität des dramaturgischen Balanceakts zwischen Romanze und Drama, dessen Kernkonflikt danach fragt, was er ist: Utopie oder Dystopie, Wunschtraum oder Alptraum?“

„Inhaltlich wirkt der Film manchmal etwas überladen. So streift die Handlung neben den beiden zentralen Diskursen zu Identität und Ausbeutung nebenbei auch noch die Debatten zur Präimplantationsdiagnostik und zur Migrationsproblematik im Zeitalter der Globalisierung.[…] Insgesamt aber ist Transfer inhaltlich so faszinierend und komplex, dass man über solche Schwächen hinweg sehen kann. Immerhin erreichen nur selten Filme das Kino, die philosophische Themen durch eine unterhaltsame und zugleich tiefgründige Inszenierung dermaßen greifbar machen.“

## Festivals
- Film Comment Selects, New York City (USA)[7]
- Vilnius International Film Festival (Litauen)[8]
- Science Fiction & Fantasy-Film Festival Athen (Griechenland)[9]
- Edinburgh International Science Festival (Schottland)[10]
- Shanghai International Film Festival (China)[11]
- Neuchâtel International Fantastic Film Festival (Schweiz)[12]
- Pula Film Festival (Kroatien)[13]
- Fantastisk Filmfestival Lund (Schweden)[14]
- Fantastic Fest 2010 – Austin (USA)[15] – Hier fand am 23. September 2010 die Uraufführung statt.
- Vancouver Int. Film Festival (Kanada)
- Shriekfest Film Festival Los Angeles (USA)[16]
- Mostra Internacional De Cinema – São Paulo (Brasilien)[17]
- Festival Cinéma Science Bordeaux (Frankreich)[18]
- Scienceplusfiction – Triest (Italien)
- Washington DC International Film Festival (USA)[19]
- Brüssel Internationales Fantastisches Film Festival (Belgien)
- London Sci-Fi Film Festival (England)[20]
- Grossmann Fantastic Film & Wine Festival (Slowenien)[21]
- Fresh Film Fest Prag (Tschechien)[22]
- Scottsdale International Film Festival Phoenix (USA)[23]
- Israeli International SF Festival (Israel)[24]
- SPASM Film Festival Montreal (Kanada)[25]
- Filmkunstfest Mecklenburg-Vorpommern[26]
- Internationales Filmfest Emden[27]
- Biberacher Filmfestspiele[28]
- Filmschau Baden-Württemberg[29]

## Auszeichnungen
- Publikumspreis[30] beim 20. Filmkunstfest Mecklenburg-Vorpommern, Mai 2010
- Gewinner des Best Science Fiction Feature Film Award[31] beim 10. Shriekfest Los Angeles, Oktober 2010
- Gewinner des Asteroid Award beim scienceplusfiction Festival in Triest, November 2010
- Der Baden-Württembergische Filmpreis[32] in der Kategorie „Bester Spielfilm“ bei der Filmschau Stuttgart, Dezember 2010
- Silver Melies für den Besten Europäischen Film auf dem Brüsseler Internationalen Fantasy Festival, April 2011
- Publikumspreis[33] beim Fresh Film Fest in Prag, September 2011
- LOBENDE ERWÄHNUNG beim Icon Tel Aviv, Internationales SF Festival, Oktober 2011[34]
- Publikumspreis beim Science Fiction Festival in Athen, März 2012[35]
- DEKALOG Filmpreis der Guardini Stiftung e. V. und der St. Matthäus Stiftung, Juli 2016[36]
- Die Deutsche Film- und Medienbewertung FBW in Wiesbaden verlieh dem Film das Prädikat wertvoll.